# (207690) 2007 RE19
207690 (2007 RE19) là một tiểu hành tinh vành đai chính được phát hiện ngày 14 tháng 9 năm 2007 bởi James Whitney Young ở Đài thiên văn Núi bàn gần Wrightwood, California.